# Medzilaborce
Medzilaborce este un oraș din Slovacia. Localitatea se află la altitudinea de 326 m deasupra n.m., se întinde pe o suprafață de 47,479 km2 și în 2017 număra 6 612 de locuitori.

## Istoric
Localitatea Medzilaborce este atestată documentar din 1543.

## Economie și infrastructură
Industria de sticlă precum și industria constructoare de mașini și utilaje au cea mai lungă tradiție în orașul Medzilaborce.
În industria sticlei, începând  din 1anul 970 a existat o filială a Jablonecké Sklarne al cărui succesor a fost Lusk, pe atunci o companie de stat cu 600 de angajați. După privatizare, societatea a fost dizolvată. Glass LPS continuă tradiția de 45 de ani a industriei de sticla din Medzilaborce și continuă să producă candelabre de cristal și să șlefuiască pandantive de cristal.
Industria constructoare de mașini și utilaje a orașului a început cu firma Transporta. Mai târziu Vihorlat a oferit 1200 de locuri de muncă. Privatizarea și criza din industria constructoare de mașini și utilaje au dus fabrica în ruină. Ca succesori în industria de mașini sunt Kovostroj Labstroj care încă funcționează.

### Cei mai importanți angajatori

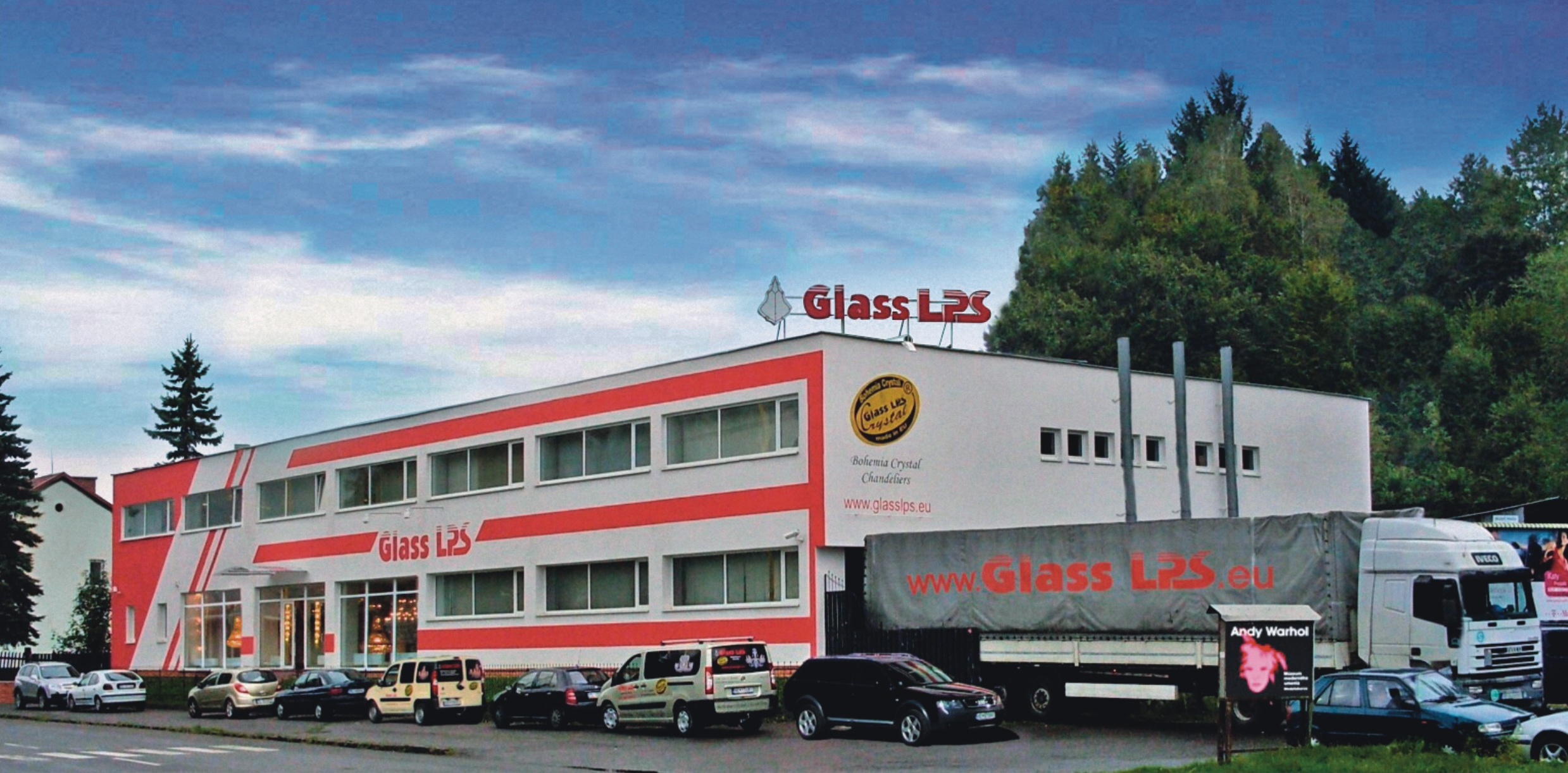
Glass LPS - producător de candelabre de cristal.

- Glass LPS Ltd.
- Kovostroj Inc.
- Labstroj Ltd.

## Demografie
| An:                | 1994 | 2004   | 2014   | 2024    |
| ------------------ | ---- | ------ | ------ | ------- |
| Număr de persoane: | 6646 | 6665   | 6703   | 5723    |
| Diferență:         |      | +0,28% | +0,57% | −14,62% |

| An:                | 2023 | 2024   |
| ------------------ | ---- | ------ |
| Număr de persoane: | 5747 | 5723   |
| Diferență:         |      | −0,41% |